# Barahna booloumba
Barahna booloumba là một loài nhện trong họ Stiphidiidae.
Loài này thuộc chi Barahna. Barahna booloumba được V. T. Davies miêu tả năm 2003.